# ساندي روبرتسون (لاعب كرة قدم)
ساندي روبرتسون (بالإنجليزية: Sandy Robertson)‏ هو لاعب كرة قدم بريطاني (وحمل سابقاً جنسية المملكة المتحدة لبريطانيا العظمى وأيرلندا) في مركز الهجوم، ولد في 1878 في دندي في المملكة المتحدة. لعب مع مانشستر يونايتد ونادي برادفورد بارك أفنيو ونادي دندي ونادي ميدلزبره.